# Ochotia victoris
Ochotia victoris är en flockblommig växtart som först beskrevs av Boris Konstantinovich Schischkin, och fick sitt nu gällande namn av Andrej Pavlovich Khokhrjakov. Ochotia victoris ingår i släktet Ochotia och familjen flockblommiga växter. Inga underarter finns listade i Catalogue of Life.